# Джозеф Сілк
Джозеф Айвор Сілк (англ. Joseph Ivor Silk; нар. 3 грудня 1942) — британсько-американський астрофізик і космолог, відомий, зокрема, дослідженням затухання Сілка для космічного мікрохвильового фону. З 1999 по вересень 2011 року він був Савіліановським завідувачем кафедри астрономії в Оксфордському університеті.
Він є емеритом Нью-Коледжу в Оксфорді і членом Лондонського королівського товариства (обраний у травні 1999 року). У 2011 році нагороджений премією Бальцана за свої роботи про ранній Всесвіт. Сілк прочитав понад двісті запрошених лекцій на конференціях, в основному про утворення галактик і космологію.

## Біографія
Сілк здобув освіту в Тоттенемській окружній школі (1954—1960) і далі вивчав математику в Кембриджському університеті (1960—1963), а потім здобув диплом з астрофізики в Манчестерському університеті під керівництвом Роджера Дженнісона. У 1968 році він здобув ступінь доктора філософії з астрономії в Гарварді під керівництвом Девіда Лейзера. Сілк обійняв свою першу посаду в Берклі в 1970 році, а в 1978 році очолив кафедру астрономії. Після майже 30-річної кар'єри там Сілк повернувся до Великої Британії в 1999 році, щоб стати Савіліановським завідувачем кафедри астрономії в Оксфордському університеті. Потім він працював професором фізики в Паризькому астрофізичному інституті Університету П'єра та Марії Кюрі, Гоумвудським професором фізики та астрономії в Університеті Джонса Гопкінса (з 2010 року) та професором астрономії в Грешем-коледжі з 2015 по 2019 рік.

## Наукові результати
У 1995 році Джозеф Сілк і Бен Мур для пояснення природи темної матерії висунули ідею RAMBO (англ. Robust associations of massive baryonic objects) — тьмяних зоряних скупчень, складених з коричневих або білих карликів.
Структура анізотропії космічного мікрохвильового фону в основному визначається двома ефектами: акустичними коливаннями і дифузійним затуханням. Останнє також називають затуханням Сілка на честь Джозефа Сілка.

## Відзнаки та нагороди
- 1972 і 1974: Слоунівський стипендіат
- 1975: стипендіат Ґуґґенгайма
- 1995: член Американського фізичного товариства
- 1999: член Лондонського королівського товариства
- 2007: включений до Американської академії мистецтв і наук
- 2008: Золота медаль Королівського астрономічного товариства
- 2011: премія Бальцана за роботи про ранній Всесвіт
- 2014: член Національної академії наук США
- 2018: лектор Генрі Норріса Рассела
- 2019: премія Грубера з космології разом з Ніколасом Кайзером[en] «за їхній фундаментальний внесок у теорію формування космологічної структури та дослідження темної матерії»
- 2020: член Американського астрономічного товариства[10]
- 2020: лекція Ніка Кілафіса[en][11]

## Публікації
Сілк має понад 900 публікацій, майже у 200 з яких є першим автором. Три його публікації мають понад 1000 цитувань, понад 50 його статей опубліковані в Nature і 12 в Science. Він написав 4 книги:
- The Infinite Cosmos, Oxford University Press, 2006, ISBN 978-0-19-953361-9
- On the Shores of the Unknown: A Short History of the Universe, Cambridge University Press, 2005, ISBN 0-521-83627-1, Google Link
- The Big Bang, W.H. Freeman, 2005, ISBN 0-7167-1812-X
- Cosmic Enigmas, Springer, 1994, ISBN 1-56396-061-3, Google Link